# 倓虚
倓虚（1875年7月3日—1963年8月11日），俗名王福庭，中国佛教僧人，天台宗第44代传人，师父为释谛闲。20世纪早期在华北地区建立多所寺庙和佛学院。